# Podișul Moldovei
Podișul Moldovei este o unitate morfologică de podiș ce cuprinde un relief de dealuri și coline situat între Orogenul Carpatic la vest, Câmpia Română, Orogenul Nord-Dobrogean și Câmpia Bugeacului în sud și Masivul Ucrainean⁠(en)[traduceți] la nord-est și est.
Principalele artere hidrografice ce drenează Podișul Moldovei sunt râurile Siret, Prut și Nistru. Nivelul de bază al Prutului este mai coborât decât al Siretului cu 160-200 m, iar al Nistrului față de Prut cu circa 40-50 m. Verosimul ca urmare a acestor diferențe, afluenții de pe dreapta acestor trei râuri sunt mai lungi decât cei de pe stânga.